# Rupia indiana
Nota linguística: Embora comum no Brasil, a grafia "rúpia" (acentuada) não é correta. A sílaba tônica é pi.
A rupia indiana (ISO 4217: INR símbolo = ₹ ) é a moeda corrente oficial da Índia. A palavra rupiah deriva do sânscrito rupya, que significa prata. Paisa (para moedas) deriva da palavra em sânscrito padamsah, que significa um quarto ou quarta parte.
O nome "rupia" é também utilizado para as moedas oficiais de outros países, como a Indonésia, Maldivas, Nepal, Paquistão, Sri Lanca, Seicheles, entre outros.
Uma rupia divide-se em cem paisas. Existem moedas de cinco, dez, vinte, 25 e cinquenta paisas e de uma, duas e cinco rupias. Existem notas de uma, duas, cinco, dez, vinte, cinquenta e cem rupias.
O símbolo (₹) para o código INR (rupia indiana) pode ser escrito Rs, e IRs.

## Digitalização da rupia indiana
A Rúpia Digital (e₹) ou eINR ou E-Rupee é uma versão digital tokenizada da Rúpia Indiana, emitida pelo Reserve Bank of India (RBI) como uma moeda digital do banco central (CBDC). A Rúpia Digital foi proposta em janeiro de 2017 e lançada em 1º de dezembro de 2022. A Digital Rupee está usando blockchain tecnologia de contabilidade distribuída.
| Imagem  | Imagem | Valor | Dimensões      | Cor principal      | Descrição      | Descrição                | Descrição                              | Data de emissão | Circulação             |
| Anverso | Verso  | Valor | Dimensões      | Cor principal      | Anverso        | Verso                    | Marca d'água                           | Data de emissão | Circulação             |
| ------- | ------ | ----- | -------------- | ------------------ | -------------- | ------------------------ | -------------------------------------- | --------------- | ---------------------- |
|         |        | ₹10   | 123 mm × 63 mm | Marrom             | Mahatma Gandhi | Templo do Sol em Konarak | Mahatma Gandhi e marcação eletrotipada | 2017            | Ampla                  |
|         |        | ₹20   | 129 mm × 63 mm | Amarelo esverdeado | Mahatma Gandhi | Grutas de Ellora         | Mahatma Gandhi e marcação eletrotipada | 2019            | Ampla                  |
|         |        | ₹50   | 135 mm × 66 mm | Ciano              | Mahatma Gandhi | Hampi com Chariot        | Mahatma Gandhi e marcação eletrotipada | 2017            | Ampla                  |
|         |        | ₹100  | 142 mm × 66 mm | Lavanda            | Mahatma Gandhi | Rani-ki-Vav              | Mahatma Gandhi e marcação eletrotipada | 2018            | Ampla                  |
|         |        | ₹200  | 146 mm × 66 mm | Laranja            | Mahatma Gandhi | Grande Estupa de Sanchi  | Mahatma Gandhi e marcação eletrotipada | 2017            | Ampla                  |
|         |        | ₹500  | 150 mm × 66 mm | cinza pedra        | Mahatma Gandhi | Red Fort                 | Mahatma Gandhi e marcação eletrotipada | 2016            | Ampla                  |
|         |        | ₹2000 | 166 mm × 66 mm | Magenta            | Mahatma Gandhi | Mangalyaan               | Mahatma Gandhi e marcação eletrotipada | 2016            | Retirado de circulação |